# Тапакари (провинция)
Тапакари — провинция в департаменте Кочабамба, Боливия. По состоянию на 2005 год на территории проживало 29 937 человека. Площадь территории составляет 2730  км². На северо-западе граничит с департаментом Ла-Пас, на юге с департаментом Оруро, на юге с провинцией Аркуэ, на востоке с провинцией Кильякольо, на севере с провинцией Айопая. Основное население территории — представители народа кечуа. Основа экономической деятельности — сельское хозяйство. На территории провинции частично располагается национальный парк Тунари.
Административный центр — город Тапакари.

## Административное деление
| Кантон   | Центр    |
| -------- | -------- |
| Чалья    | Чалья    |
| Лекуэ    | Лекуэ    |
| Рамадас  | Рамадас  |
| Тапакари | Тапакари |